# Sick-out
Ein Sick-out ist ein atypisches Mittel des Arbeitskampfes von Beschäftigten, für die ein Streikverbot gilt, insbesondere im Öffentlichen Dienst.
Das Sick-out basiert auf der Überlegung, dass ein Beamter der Pflicht zur Gesunderhaltung unterliegt. Da der Beamte dieser Pflicht unterliegt, kann er nicht bestraft werden, wenn er sich bei Zweifeln über seinen Gesundheitszustand von einem Arzt untersuchen lässt. Der Beamte meldet sich während seines Dienstes bei seinem Vorgesetzten mit Übelkeit ab und geht zum Arzt.
Bei der anschließenden Untersuchung stellt der Arzt keine Krankheit fest, der Beamte kehrt nun zum Dienst zurück und meldet sich bei seinem Vorgesetzten als gesund zurück. 
Ziel des Sick-outs ist die planmäßige und organisierte Störung von geregelten Dienstabläufen durch andauerndes und wiederholtes Aufsuchen von Ärzten. Daher verstößt solch ein Verhalten gegen die besondere Treuepflicht des Beamten gegenüber seinem Dienstherrn. Der Bundesgerichtshof hat den Sick-out von Fluglotsen 1978 für sittenwidrig erklärt.
Ein weiteres Mittel des Arbeitskampfes für Beamte stellt der Dienst nach Vorschrift dar.